# Dušan Hlaváček
Dušan Hlaváček (* 19. ledna 1954 Brno) je slovenský zpěvák a podnikatel.

## Nejznámější hity
- Zaľúbení (německy nazpívána: Melancholie, rusky nazpívána:[3])
- Šťastie si ty
- Fotku mi daj
- Návštevné hodiny

## Diskografie
- 1986 Zaľúbení/Návštevné hodiny - Opus[4]
- 1987 Zaľúbení - Opus, LP
- 1996 Šťastie si ty - Monitor EMI, MC, CD [5]

### Kompilace
- 1996 Repete 7 - Ena Records - 12. „Zaľúbení“
- 2007 Supermix 2 - Gold - Opus EAN 8584019 274727, CD - 12. Zaľúbení

## Seznam písní
- poz. - píseň - (hudba/text)

(h: /t: ) - doposud nezjištěný autor hudby nebo textu
- (na doplnění)

- Dáme si čo máme - (h:/t:)
- Daň z lásky - (h:/t:)
- Dirigent - (P. Tomčány / Pavol Jursa)
- Dolce bambino - (h:/t:)
- Ešte som - (Zdeněk Barták ml. / Pavol Jursa)
- Fantázia - (Zdeněk Barták ml. / Pavol Jursa)
- Fotku mi daj - (h:/t:)
- Ja som ja a ty si ty - (Dušan Hlaváček / Pavol Jursa)
- Kúsok miesta - (Zdeněk Barták ml. / Pavol Jursa) - píseň ze seriálu Stará tehelňa
- Láska bdie - (Zdeněk Barták ml. / Pavol Jursa)
- Láska je taká hra - (h:/t:)
- Lívia - (h:/t:)
- Mladík s dobrou výchovou - (P. Tomčány / Pavol Jursa)
- Najkrajší zákon - (h:/t:)
- Najsladší jed - (h:/t:)
- Na námestí - (P. Tomčány / Pavol Jursa)
- Na playback - (Zdeněk Barták ml. / Pavol Jursa)
- Neplač - (h:/t:)
- Nik ho nezmení - (Dušan Hlaváček / Pavol Jursa)
- Odpúšťaj - (h:/t:)
- Prázdne týždne - (h:/t:)
- Návštevné hodiny - (h:/t:)
- Song pre dve oči - (Dušan Hlaváček / Pavol Jursa)
- Šťastie si ty - (h:/t:)
- Víkend - (h:/t:)
- Zaľúbení - (Zdeněk Barták ml. / Pavol Jursa)
- Zaveď ma tam - (h:/t:)
- Zázrak - (P. Tomčány / Pavol Jursa)

## Filmografie
- 1988 Iba deň .... (zpěv) [6]